# Madjid Fahem

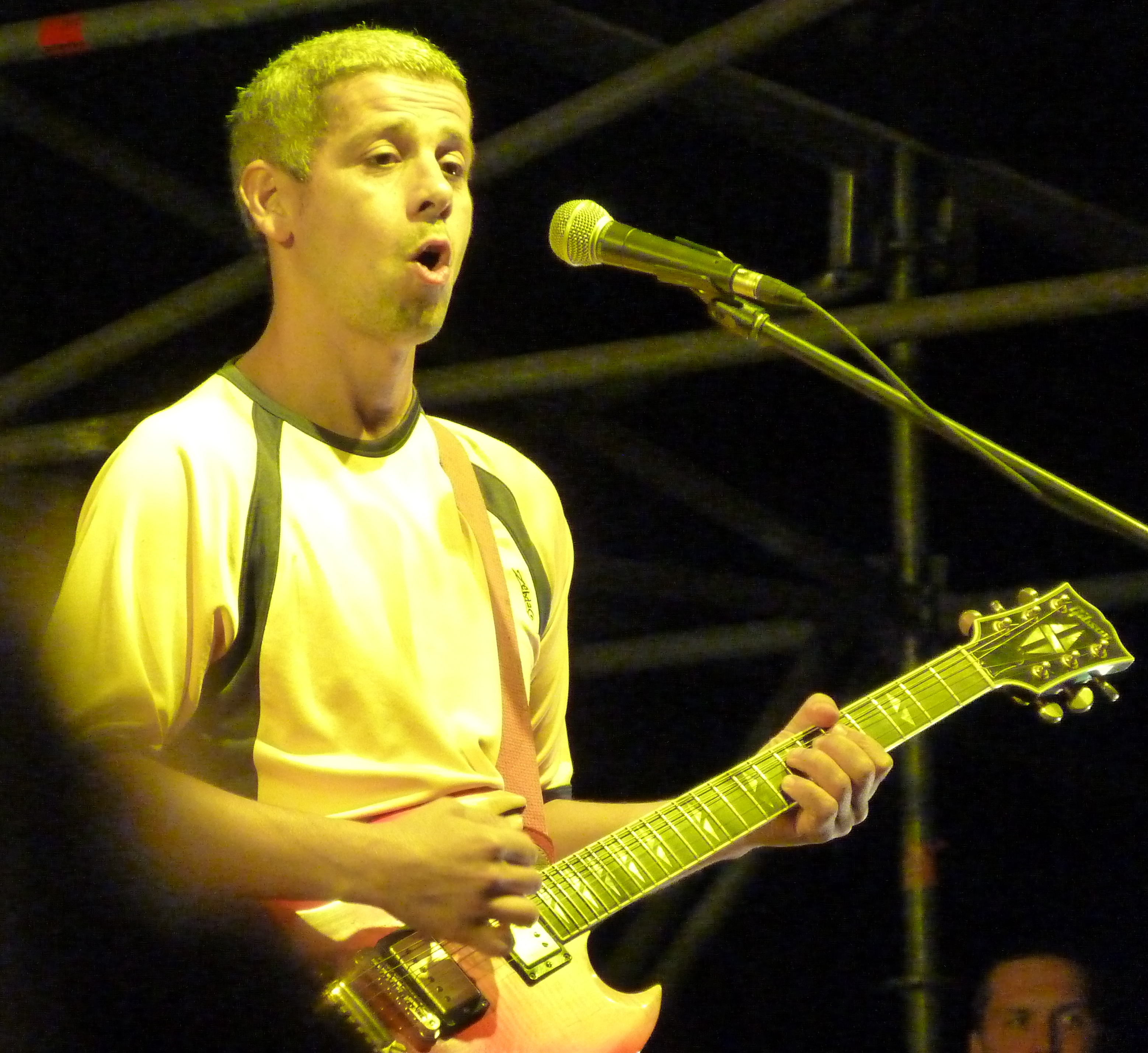
Madjid Fahem (2013)

Madjid Fahem, teilweise in der Presse auch in der Schreibweise Madgid Fahem geführt, (* 1973 in Mantes-la-Jolie) ist ein französischer Gitarrist algerischer Abstammung. 
Mit 16 Jahren fand er zum Gitarrenspiel, als er seine ersten Erfahrungen auf einer alten akustischen Gitarre seines Vaters sammelte. Zu seinen musikalischen Vorbildern zählen insbesondere Django Reinhardt und Paco de Lucía, während die Dire Straits und Eric Clapton ihn in der Frühphase seiner musikalischen Entwicklung beeinflussten.
Madjid Fahem spielte zunächst mit verschiedenen lokalen Bands und schloss sich dann der Formation La Kinky Beat an, bis er 2000 der von Manu Chao gegründeten Band Radio Bemba als Gitarrist beitrat. Durch seine Solo-Einsätze auf dem Live-Album Radio Bemba Sound System, insbesondere bei der Live-Version von Desaparecido, und seine Bühnenpräsenz wurde er auch einem größeren Publikum bekannt. Ebenfalls tritt er teilweise alleine mit Manu Chao ohne die restlichen Bandmitglieder auf, so etwa im Jahr 2007 anlässlich zweier Konzerte in Kuba. Manu Chao schätzt die Zusammenarbeit mit Fahem sehr, in einem Interview bezeichnet er Fahem überschwänglich als „ein Monster, einer der besten Gitarristen der Welt“. Auch andere Quellen sehen in dem Musiker einen deutlich herausragenden Künstler. So spricht etwa die paraguayische Zeitung E'a davon, Madjid Fahem sei „eine Nummer 10 unter den Musikern.“ Dieser Vergleich basiert auf der hervorstechenden Bedeutung des Spielers mit der Nummer 10 im Rahmen einer Fußballmannschaft. Einen solchen Fußballbezug stellte auch das argentinische Musikportal www.rock.com.ar her, dass in Bezug auf Madjid Fahems Gitarrenspiel eine Parallele zur Spielweise Maradonas zog. Die argentinische Tageszeitung Diario Uno sieht in ihm einen außergewöhnlichen Gitarristen. Die kubanische Zeitschrift Bohemia verlieh ihm 2009 den Spitznamen Magic aufgrund der dargebrachten Gitarrensoli. Fahem verwendet, nachdem er früher eine Fender Stratocaster benutzte, eine Gibson SG für die Stücke mit E-Gitarre und eine klassische Gitarre für Stücke wie Rumba oder traditionelle Stücke.
Neben seinem Engagement bei Radio Bemba ist Fahem auch als Musiker an der argentinischen Radiosendung La Colifata beteiligt. Weiterhin ist er an verschiedenen Solo- und Nebenprojekten der anderen Mitglieder von Radio Bemba beteiligt. So hat er auf zwei Alben von La Kinky Beat die Gitarre gespielt. 2009 gehörte er wieder als Gitarrist dieser Band an und spielte mit dieser beim kolumbianischen Musikfestival Rock al Parque. Auch mit Roy Paci & Aretuska hat er ein Album aufgenommen. Ferner tritt er etwa gemeinsam mit B-Roy (B.Roy et sa bande) als Duo bei Konzertveranstaltungen auf.  Als Gastmusiker spielt er einzelne Stücke auf dem Album Asthmatic Lion Sound Systema von Fermin Muguruza und auf dem Album Tudo É Possible von Che Sudaka.

## Diskografie
- 2002: Manu Chao – Radio Bemba Sound System
- 2004: La Kinky Beat – Made In Barna
- 2006: La Kinky Beat – One More Time
- 2007: Manu Chao – La Radiolina
- 2007: Roy Paci & Aretuska – Suonoglobal
- 2008: Fermin Muguruza – Asthmatic Lion Sound Systema (Track I Come From)
- 2009: Manu Chao – Baionarena
- 2009: Che Sudaka – Tudo É Possible (Tracks Soberbia und Locoworld)